# 九皋寨遗址
九皋寨遗址，位于山东省威海市经区泊于镇。是入中华人民共和国山东省省级文物保护单位之一。
2013年，列入第四批山东省文物保护单位，该文物保护单位是一座古遗址。